# Elvasia tricarpellata
Elvasia tricarpellata là một loài thực vật có hoa trong họ Ochnaceae. Loài này được Sastre mô tả khoa học đầu tiên năm 1981.